# Ursa Major (escultura)
Ursa Maior é uma obra de arte pública do artista William Underhill localizada no Jardim de Esculturas Lynden, perto de Milwaukee, Wisconsin. A escultura abstracta trapezoidal é feita de aço Cor-Ten; ela é instalada no relvado.